# Knud Hansen (teolog)
 For alternative betydninger, se Knud Hansen. (Se også artikler, som begynder med Knud Hansen)
Knud Theodor Hansen (født 9. maj 1898 i Etterup, død 11. marts 1996 i Askov) var en dansk teolog, præst og højskolemand.
Efter sin embedseksamen i 1924 blev Knud Hansen sognepræst i Salling, i 1925 i Durup og samtidig lærer ved Krabbesholm Højskole og fra 1936-1944 sognepræst i Assens. I 1944 blev han lærer på Jelling Seminarium i kristendomskundskab og tysk, og i 1953 blev han forstander på Askov Højskole frem til 1968. Han var desuden formand for Foreningen af Højskoler og Landbrugsskoler fra 1964-67.
I 1979 blev han udnævnt til teologisk æresdoktor ved Københavns Universitet.
Knud Hansen havde et betydeligt teologisk og filosofisk forfatterskab, bl.a. Søren Kierkegaard: Ideens digter (1954) og Dostojevskij (1973).